# Klaus Jöken
Klaus Jöken (* 1958 in Kleve) ist ein deutscher Übersetzer frankobelgischer Comics.
Klaus Jöken studierte Geschichte und Niederländisch in Köln. Der Liebe wegen zog er 1988 nach Moulins, Frankreich. Als Autodidakt begann er seine Tätigkeit als Übersetzer, dabei überwiegend von frankobelgischen Comics, darunter Buck Danny, Isnogud, Durango, Pitt Pistol, Luc Junior, Bizu, Die Pauker, Britta und Colin, January Jones, Die Vagabunden der Unendlichkeit, Die Sternenwanderer und Dan Cooper. Seit 1995 übersetzt er Lucky Luke und Rantanplan sowie seit 2004 Asterix. Aufgrund der zahlreichen Wortspiele und Andeutungen benötigt er für die Übersetzung eines Asterix-Bandes zwei Monate.